# Dawsonia superba
Dawsonia superba is een soort mos van het geslacht Dawsonia.
Het is een soort van vochtige bossen uit het oosten van Australië (New South Wales) en Nieuw-Zeeland
Met een lengte tot 60 cm wordt het als het grootste mos ter wereld beschouwd.

## Etymologie en naamgeving
- Engels: Giant Moss

De botanische naam Dawsonia is een eerbetoon aan de Engelse botanicus Dawson Turner(1775-1858).
De soortaanduiding superba komt uit het Latijn en betekent 'schitterend, geweldig'.

## Kenmerken
Dawsonia superba is een topkapselmos met alleenstaande, tot meer dan 50 cm lange en in doorsnede 1,5 mm brede stengels, dicht bebladerd met vlakke stengelblaadjes.
De sporofyt heeft een dorsoventraal afgeplat sporenkapsel, met een peristoom met haarachtige tanden. De sporen zijn slechts 6 tot 10 micrometer groot, en behoren daarmee onder de kleinste mossporen. Ze worden verspreid door de regen: regendruppels die op de vlakke bovenkant van het sporenkapsel vallen, lanceren de sporen door het peristoom naar buiten.